# 人吉市立東間小学校
人吉市立東間小学校（ひとよししりつ とうかんしょうがっこう）は、熊本県人吉市東間下町にある公立の小学校。

## 概要
歴史
1873年（明治6年）創立。現校名となったのは1947年（昭和22年）。2023年（令和5年）に創立150周年を迎えた。
東間教育の源流
- 「至誠」（しせい）-「きわめて誠実なこと、まごころ」
- 「出藍」（しゅつらん）- 「弟子が師より勝ること、出藍の誉れ」
- 「撝謙」（きけん）- 「謙を発揮すること、へりくだること」

東間五則
「自主・勤勉・協同・規律・礼儀」
学校教育目標
「心豊かでたくましく学び合う児童の育成」
校章
桜の花弁を背景にして、中央に校名の頭文字である「東」の文字を配している。
校歌
本校の出身者である犬童球渓によって作詞・作曲されている。歌詞は3番まであり、歌詞中に校名は登場しない。
通学区域
人吉市内の球磨川より南の地域の一部（西間下町、西間上町、東間下町、東間上町など）の胸川中下流域や大畑地区を除いた人吉市東部を校区としている。
人吉市のうち「西間上町、西間下町、東間上町、東間下町、浪床町、七地町、蓑野町、蟹作町、赤池原町、赤池水無町、古仏頂町、木地屋町、田野町、西大塚町、東大塚町」。
また、人吉東小学校区である「南町、寺町、田町、上原町、富ケ尾町」に関しては「特別区域」として当校への変更が可能となっている。
中学校区は人吉市立第一中学校。

## 沿革
- 1873年（明治6年）10月 - 求麻郡新町に「第五大学区白川県第十七中学区第二番小学」として創立。
- 1875年（明治8年）4月 - 「第二番小学新町小学校」となる。
- 1875年（明治8年）7月 - 「連区第二番小学新街小学校」となる。
- 1877年（明治10年）- 西南戦争により校舎を焼失。
- 1878年（明治11年）- 「求麻郡廣路小学校」と改称の上、寺町に校舎を新築。
- 1880年（明治13年）- 「人吉町公立廣路小学校」と改称。
- 1886年（明治19年）- 小学校令施行により、尋常科を設置の上、「球磨郡尋常廣路小学校」と改称。
- 1887年（明治20年）- 漆田小学校を統合の上、大畑支校とする。
- 1889年（明治22年）4月1日 - 町村制施行により、球磨郡3村（間・七地・大畑）が合併の上、「藍田村」が発足。
- 1891年（明治24年）5月 - 尋常廣路小学校を廃止の上、「尋常東間小学校」を開設（児童数133)。大畑支校が分離の上、尋常大畑小学校として独立。大川間分教場を新設。
- 1892年（明治25年）- 「東間尋常小学校」に改称。
- 1907年（明治40年）4月 - 高等科（2年制）を併置の上、「東間尋常高等小学校」（尋常科4年・高等科2年）に改称。
- 1908年（明治41年）4月 - 改正小学校令により、尋常科（義務教育年限）が4年制から6年制に改められる。従来の高等科1・2年を尋常科5・6年に改めるため、高等科を廃止の上、「東間尋常小学校」に改称。
- 1909年（明治42年）
  - 4月 - 古仏頂尋常小学校を統合。木地屋分校を新設。
  - 9月 - 校舎を新築の上、移転を完了。
- 1911年（明治44年）4月 - 隣町、人吉町からの委託を受け、同町川南地区の児童を収容。
- 1915年（大正4年）4月 - 高等科（2年制）を設置の上、「東間尋常高等小学校」（尋常科6年・高等科2年）に改称。
- 1919年（大正8年） - 校歌を制定される。
- 1924年（大正13年）- 講堂が完成。
- 1929年（昭和4年）7月 - 木地屋分校校舎を増築。大塚分校の校舎を新築。
- 1936年（昭和11年）3月 - 木造2階建て校舎1棟を増築。
- 1941年（昭和16年）4月1日 - 国民学校令施行により、「球磨郡藍田村東間国民学校」と改称。尋常科を初等科に改める。
- 1942年（昭和17年）4月1日 - 人吉市の発足により、「人吉市立東間国民学校」と改称。
- 1945年（昭和20年）- 校舎に日本軍が駐留し、分散授業が行われる。
- 1947年（昭和22年）4月1日 - 学制改革が行われる（六・三制の実施）。
  - 国民学校の初等科は、新制小学校「人吉市立東間小学校」（現校名）に改組・改称。
  - 大塚分校が分離の上、人吉市立大塚小学校として独立。
  - 国民学校の高等科は青年学校普通科とともに、新制中学校「人吉市立河南中学校（東間分室）」に改組・改称。小学校に併設される。
- 1948年（昭和23年）4月 - 河南中学校が旧・熊本県立人吉高等女学校の校舎に移転。中学校との併設を解消。
- 1958年（昭和33年）- 在籍児童数が最多の914を記録（ピーク）。
- 1961年（昭和36年）- 新校舎（10教室）が完成。
- 1962年（昭和37年）3月31日 - 木地屋分校を廃止。
- 1963年（昭和38年）- 完全給食を実施。
- 1970年（昭和45年）- プールが完成。
- 1974年（昭和49年）- 創立100周年記念式典を挙行。
- 1982年（昭和57年）- 講堂を解体。体育館が完成。
- 1984年（昭和59年）3月 - 新校舎（現校舎）が完成。
- 1990年（平成2年）- 寺町に学校跡地記念碑を建立。
- 1994年（平成6年）- 運動場を整備。
- 2004年（平成16年）4月 - 特殊学級「さくら学級」を開設。
- 2014年（平成26年）4月1日 - 人吉市立田野小学校を統合。
- 2023年（令和5年）10月 - 創立150周年記念式典を挙行。

## 著名な出身者
- 犬童球渓[1]（詩人、作詞家、教育者）- 本校校歌の作詞・作曲を手がけた。

## 交通アクセス
最寄りの鉄道駅
- JR九州 肥薩線 「人吉駅」

最寄りのバス停留所
- 九州産交バス 「東間小学校前」停留所

最寄りの幹線道路
- 国道219号

## 周辺
- あいだこども園
- 胸川
- 西瀬橋